# GJ 832
Gliese 832 (Gl 832 nebo GJ 832) je červený trpaslík spektrálního typu M3V v souhvězdí Jeřába, který je od Země vzdálen přibližně 16,1 světelných let. Oproti Slunci má zhruba poloviční hmotnost a poloměr. Hvězda je relativně stará, s odhadovaným věkem kolem 6 miliard let, a vykazuje pomalou rotační periodu přibližně 46 dní.

## Charakteristika
Gliese 832 je hvězda s nízkou hmotností a malým poloměrem, což je typické pro červené trpaslíky. Její zřejmá vizuální magnituda je 8,66, což znamená, že není viditelná pouhým okem. Nachází se relativně blízko k Slunci, ve vzdálenosti 16,2 světelných let, a vykazuje vysoký vlastní pohyb 818,16 mas za rok. Hvězda Gliese 832 má téměř polovinu hmotnosti a poloměru Slunce, což ovlivňuje její životní cyklus a vlastnosti. Gliese 832 dosáhla perihelia před asi 52 920 lety, kdy se přiblížila k Slunce na odhadovaných 4,817 světelných let. Tato blízkost v minulosti mohla mít vliv na dynamiku objektů v obou systémech. Hvězda Gliese 832 vyzařuje rentgenové záření, což je důkazem její aktivní koróny. Navzdory silné výbojům má Gliese 832 v průměruě méně ionizujícího záření než Slunce. Jen v extrémně krátkých vlnových délkách (<50 nm) intenzita jejího záření přesahuje úroveň klidného Slunce, ale nedosahuje úrovní typických pro aktivní Slunce. Tato vlastnost ovlivňuje potenciální obyvatelnost planet v jeho systému.

## Fyzikální vlastnosti
Gliese 832 je stabilní červený trpaslík s nízkou aktivitou ve srovnání s jinými hvězdami tohoto typu. Její teplota povrchu je přibližně 3 400 K, což je nižší než u Slunce (5 778 K). Nízká teplota a hmotnost ovlivňují spektrální vlastnosti hvězdy, která vykazuje silné emisní čáry v infračerveném spektru. Hvězda má poměrně dlouhou délku života díky své nízké hmotnosti, což umožňuje existenci stabilních podmínek pro potenciální planety v dlouhodobém horizontu. V důsledku nízké svítivosti hvězdy je obyvatelná zóna mnohem blíže hvězdě než u hvězd jako je Slunce.

### Rotace a magnetické pole
Odhadovaná rotační perioda Gliese 832 je přibližně 46 dní, což je poměrně dlouhá doba pro červené trpaslíky, kteří často rotují rychleji. Pomalá rotace naznačuje nižší magnetickou aktivitu a delší životnost stabilní magnetosféry, což může mít pozitivní vliv na atmosféru a potenciální život na planetách obíhajících hvězdu.

## Planetární systém
Gliese 832 hostí jeden známý planet, přičemž druhá planeta byl v roce 2022 vyvrácena. Žadné další planety k roku 2024 nebyly nalezeny. Systém je zajímavý pro hledání dalších planet, zejména v prostoru mezi známou planetou Gliese 832 b a místem, kde by se nacházela potenciální planeta Gliese 832 c.
| Exoplaneta   | Hmotnost (v násobcích Jupiterovy hmotnosti) | Oběžná doba (v letech) | Velká poloosa (v AU) | Excentricita  | Sklon dráhy (v °)           |
| ------------ | ------------------------------------------- | ---------------------- | -------------------- | ------------- | --------------------------- |
| Gliese 832 b | 0,8 ± 0,12                                  | 9,88 ± 0,34            | 3,53 ± 0,16          | 0,069 ± 0,027 | 54,9 ± 6,6 nebo 125,1 ± 4,9 |

### Gliese 832 b
V září 2008 bylo oznámeno, že kolem této hvězdy byla detekována planeta podobná Jupiteru, označená jako Gliese 832 b, v dlouhé periodě s téměř kruhovou orbitou a s nepatrnou pravděpodobností falešného alarmu 0,05%. Tato planeta vyvolala astrometrickou perturbaci hvězdy alespoň 0,95 mas a je tak dobrým kandidátem pro detekci astrometrickými pozorováními. Navzdory relativně velké úhlové vzdálenosti je přímé zobrazování problematické kvůli velkému kontrastu mezi hvězdou a planetou. Oběžná dráha planety byla v roce 2011 upřesněna. V roce 2023 byla oznámena astrometrická detekce planety, která určila její inklinaci a odhalila je skutečnou hmotnost 80% hmotnosti Jupiteru. Gliese 832 b je plynný obr s hmotností přibližně 0,8 M_J (Jupiterovy hmotnosti). Obíhá svou hvězdu ve vzdálenosti 3,53 AU s orbitalní periodou téměř 10 let. Její excentricita oběžné dráhy je nízká, což naznačuje téměř kruhovou dráhu. Inklinace orbity je buď 54,9° nebo 125,1°, což ovlivňuje možnosti přímého pozorování a měření.

## Gliese 832 c
Gliese 832 c byla původně považována za planetu s hmotností superzemě. Bylo oznámeno, že obíhá v obyvatelné zóně. Planeta Gliese 832 c byla považována za umístěnou ve správné vzdálenosti od své hvězdy, která umožňuje existenci kapalné vody na její povrchu. Nicméně, byly vzneseny pochybnosti o existenci planety c ve studii z roku 2015, která zjistila, že její orbitální perioda je blízká periodě rotace hvězdy. Existence planety byla vyvrácena v roce 2022, kdy studie zjistila, že signál radiální rychlosti vykazuje charakteristiky signálu pocházejícího ze střídavé aktivity hvězdy, a nikoli z planety.

### Hledání kometárního disku
Pokud tento systém má kometární disk, není „zářivější než frakční prachová luminiscence 10−5“ podle studie z roku 2012 provedené pomocí družice Herschel. To naznačuje, že případný kometární disk je velmi řídký nebo se nachází v takové vzdálenosti, že jeho detekce je obtížná.

## Výzkum a pozorování
Gliese 832 byla předmětem řady studií zaměřených na její planetární systém a fyzikální vlastnosti. Díky své relativní blízkosti k Zemi je vhodným kandidátem pro podrobnější astrometrické a spektroskopické pozorování, která mohou odhalit další potenciální planety nebo charakteristiky hvězdy. Výzkumy se také zaměřují na porovnání s jinými červenými trpaslíky a na pochopení vlivu vysokého vlastního pohybu na dynamiku hvězdného systému.

## Historie objevu
Gliese 832 byla identifikována v Gliese Catalogue of Nearby Stars, což je katalog obsahující hvězdy v blízkosti Slunce. První indikace existence planet kolem Gliese 832 přišly v roce 2008, kdy byly detekovány nepravidelnosti v radiálním pohybu hvězdy, které naznačovaly přítomnost exoplanety. Následné studie a astrometrické pozorování potvrdily přítomnost Gliese 832 b a vyvrátily existenci planety c.

### Porovnání s jinými hvězdami
Gliese 832 je jednou z nejbližších hvězd typu M k Zemi a je často srovnávána s jinými červenými trpaslíky, jako je Proxima Centauri nebo TRAPPIST-1. Díky své stabilitě a relativní klidné aktivitě představuje ideální cíl pro hledání potenciálně obyvatelných planet.

## Možnosti přímého zobrazování
Navzdory relativně velké úhlové vzdálenosti od Země je přímé zobrazování planet kolem Gliese 832 problematické kvůli vysokému kontrastu mezi hvězdou a planetou. Technologie budoucích vesmírných teleskopů a adaptivní optika mohou v budoucnu umožnit lepší možnosti přímého pozorování.

## Obyvatelnost a potenciální život
Ačkoli Gliese 832 b je plynný obr a pravděpodobně nepodporuje život, oblast obyvatelné zóny kolem této hvězdy je zajímavá pro hledání menších, skalnatých planet, které by mohly mít podmínky vhodné pro existenci kapalné vody. Stabilní radiace a nižší úroveň ionizujícího záření ve srovnání se Sluncem zvyšují šance na zachování atmosféry a potenciálního života na površích planet.